# Wilhelm Hartkopf (Politiker)
Wilhelm Hartkopf (* 3. November 1920 in Duisburg; † 22. Dezember 2004 in Remscheid) war Oberbürgermeister (SPD) der Stadt Remscheid.

## Leben
Über seine Tätigkeit als Gewerkschafter kam er über Mülheim an der Ruhr und Solingen 1959 nach Remscheid. Dort war er zunächst Geschäftsführer der ÖTV-Kreisverwaltung; von 1959 bis 1969 amtierte er als Kreisvorsitzender des DGB.

## Politik
Am 28. Oktober 1968 wurde er als Nachfolger von Heinz Heinrichs zum Oberbürgermeister der Stadt Remscheid gewählt, nachdem er dem Rat der Stadt bereits seit 1964 als Ratsmitglied der SPD angehört hatte. Insgesamt viermal wurde er im Amt bestätigt (1969, 1975, 1979 und 1984) – 1975 gar einstimmig. Als er 16. Oktober 1989 aus dem Rat schied, war er mit 21 Amtsjahren der am längsten amtierende Oberbürgermeister von Nordrhein-Westfalen. Während seiner Amtszeit wurden die Städtepartnerschaften mit Quimper (Frankreich), Wansbeck (Großbritannien) und Prešov (Slowakei) begründet.

## Ehrungen
1985 wurde Hartkopf mit dem Großen Verdienstkreuz des Verdienstordens der Bundesrepublik Deutschland ausgezeichnet. 1990 erhielt er den Verdienstorden des Landes Nordrhein-Westfalen. Die Stadt Remscheid verlieh ihm 1995 die Ehrenbürgerwürde.